# 满恒元
满恒元（1933年—），男，回族，原籍河北沧县，生于山东枣庄，中国舞蹈编导，曾任中国人民武装警察部队政治部文艺工作团团长，中国舞蹈家协会理事。